# لیوناریسو
لیوناریسو (به لاتین: Leonarisso) یک منطقهٔ مسکونی در قبرس است که در ناحیه فاماگوستا واقع شده‌است.

## خصوصیات
لیوناریسو ۷۳۹ نفر جمعیت دارد.